# Three Ton Gate
Three Ton Gate est un projet de musique Post-punk originaire de Floride formé en 1996 par Scott Putesky (ex-Marilyn Manson).

## Biographie
L'histoire commence en 1996 quand Scott Putesky, plus connu à cette époque sous le nom de Daisy Berkowitz, quitte le groupe de rock industriel Marilyn Manson parce que d'après lui, Manson rejetait toutes les chansons et idées qu'il proposait pour l'album Antichrist Superstar.
De 1996 à 2004, il sort 2 albums Vanishing Century et Lose Your Mind sous le nom de Three Ton Gate, qui réunit un grand nombre d'influences, venant également des débuts de Manson, quand le groupe se nommait encore Marilyn Manson And The Spooky Kids.

## Discographie
- Vanishing Century - 1997
- Lose Your Mind - 2003

## Liens
- (en) Site officiel